# Asbjørn Midtgaard
Asbjørn Engelhardt Midtgaard (* 20. September 1997 in Helsingør) ist ein dänischer Basketballspieler.

## Werdegang
Midtgaard betrieb als Jugendlicher die Sportarten Fußball und wie seine Mutter Handball, im Alter von 15 Jahren begann er mit dem Basketball. Von 2014 bis 2017 bestritt er für die Hørsholm 79ers 91 Einsätze in der höchsten dänischen Spielklasse, Basketligaen. In der Saison 2016/17 wurde er als bester junger Spieler der Liga ausgezeichnet, nachdem er in diesem Spieljahr Mittelwerte von 8,6 Punkten und 6,3 Rebounds je Begegnung für Hørsholm verbucht hatte.
Von 2017 bis 2021 studierte und spielte er in den Vereinigten Staaten, zunächst an der Wichita State University, dann an der Grand Canyon University. Bei Wichita State blieb der Däne Ergänzungsspieler (66 Spiele: 2,7 Punkte, 2,6 Rebounds/Spiel). Nach seinem Wechsel an die Grand Canyon University änderte sich seine Stellung. Midtgaard trug im Spieljahr 2020/21 mit Mannschaftshöchstwerten von 14,2 Punkten, 9,7 Rebounds und 1,3 geblockten Würfen dazu bei, dass sich „GCU“ erstmals einen Platz in der landesweiten NCAA-Endrunde sicherte. Der Däne erzielte mit einer Trefferquote beim Feldwurf von 70,7 Prozent den NCAA-Bestwert in der Saison 2020/21.
Midtgaard wurde von der NBA-Mannschaft Orlando Magic in der Sommerliga 2021 eingesetzt, einen Vertrag erhielt er dort hernach nicht. Er wurde im August 2021 vom niederländischen Erstligisten Zorg en Zekerheid Leiden verpflichtet und erhielt damit die Möglichkeit, auch im europäischen Vereinswettbewerb FIBA Europe Cup anzutreten (erster Einsatz im Oktober 2021). Er gewann 2022 mit Leiden den Meistertitel in der belgisch-niederländischen BNXT-Liga und war mit Mittelwerten von 13,3 Punkten sowie 7,3 Rebounds an dem Erfolg beteiligt.
Im Juli 2022 wurde sein Wechsel zum deutschen Bundesligisten Crailsheim Merlins vermeldet. In 31 Bundesliga-Einsätzen für die Mannschaft erzielte Midtgaard im Mittel 8,1 Punkte. Er wechselte nach einem Jahr in Deutschland zu den Antwerp Giants nach Belgien. Anfang Oktober 2023 kam es zur Trennung, der Däne hatte zuvor eine Knieverletzung erlitten. Im Januar 2024 wurde Midtgaard als Assistenztrainer Mitglied des Stabs der Grand Canyon University.

### Nationalmannschaft
2015 nahm er mit Dänemarks U18-Nationalmannschaft an der B-Europameisterschaft der Altersklasse teil. Ende November 2021 bestritt er sein erstes A-Länderspiel.